# Ernst Epstein
Ernst Epstein (* 4. Jänner 1881 in Wien; † 21. Mai 1938 ebenda) war ein österreichischer Architekt.

## Leben
Ernst Epstein war jüdischer Herkunft und Sohn des Besitzers einer „Gas- und Wasserleitungsanstalt“ Max Epstein und dessen Gattin Johanna Kantor. Er schloss die Staatsgewerbeschule 1900 mit der Matura ab, studierte dann aber nicht, sondern machte 1906, nach einigen Praxisjahren, die Baumeisterprüfung. Ab diesem Zeitpunkt war er selbständig und führte sein eigenes Baumeisterbüro mit großem Erfolg. An die 100 Gebäude wurden in Wien von ihm errichtet. 1903 trat Epstein aus der Israelitischen Religionsgemeinschaft aus. Während des Ersten Weltkrieges diente er in der Militärbauabteilung, zunächst ein Jahr in Lemberg, danach in Wien. 1924 heiratete Epstein Melanie Hügel, geb. König. Seine Frau starb am 21. Februar 1936. Die Ehe blieb kinderlos. Der sehr vermögende Witwer beging 1938, kurz nach dem Anschluss Österreichs an das Deutsche Reich Selbstmord mit Veronal. Er hinterließ ein Vermögen von rund 800.000 Reichsmark, was ungefähr 3 Millionen Euro entspricht, und gemäß seinem Testament vom 25. Dezember 1937 an lebende Verwandte, aber auch israelitischen Organisationen, vererbte. Auf Anordnung der nationalsozialistischen Verwaltung wurde Epstein auf dem Wiener Zentralfriedhof, Israelitische Abteilung, beerdigt.

## Bedeutung
Ernst Epstein war als Architekt in allen gängigen Baustilen zu Hause, die er mit großer Anpassungsfähigkeit den Kundenwünschen entsprechend einsetzte. Zu Beginn seiner Laufbahn errichtete er vorwiegend Wohn- und Geschäftshäuser in secessionistischem Stil, die wechselweise durch ältere Bauformen ergänzt wurden. Unter dem Einfluss von Adolf Loos versachlichten sich seine Bauten. In den 1920er Jahren erbaute Epstein zahlreiche Villen, die dem Repräsentationsbedürfnis ihrer Besitzer entgegenkamen. Am Wohnbauprogramm der Gemeinde Wien war Epstein nicht beteiligt, doch ist der Einfluss des „Wiener Gemeindebau-Stils“ ab dem Jahr 1928 nicht zu verkennen, als er vom Villenbau wieder zum Wohnhausbau zurückkehrte.
Epsteins Bauten, die sich durch solides bautechnisches Können auszeichnen und den funktionalen Erfordernissen entsprechen, sind harmonisch ausgewogen, haben repräsentativen Charakter und passen sich stets in die sie umgebende Architektur ein. Am bekanntesten wurde seine Beteiligung am Looshaus als Bauleiter sowie die Errichtung des Verwaltungsgebäudes der Phönix-Versicherung auf dem Otto-Wagner-Platz 5 in Wien-Alsergrund.
Nach Meinung Achleitners wäre er „schon lange“ (1990) eine fixe Größe in der Wiener Architekturgeschichte gewesen, hätte er ein Haus an einem prominenten Ort bauen können.

## Werke
| Foto  |                 | Baujahr   | Name                                                                                                | Standort                                                                     | Beschreibung | Metadaten                                                                           |
| ----- | --------------- | --------- | --------------------------------------------------------------------------------------------------- | ---------------------------------------------------------------------------- | --- | ----------------------------------------------------------------------------------- |
| BW    | Datei hochladen | 1906      | Miethaus Römerhof                                                                                   | Wien 16, Sautergasse 43 / Stöberplatz 9 (ehemals Römergasse 75) Standort     | | P84(Architekt):Ernst Epstein P131(Ort):Wien Region-ISO:AT-9                         |
| ja    | Datei hochladen | 1906      | Wohn- und Geschäftshaus                                                                             | Wien 14, Hütteldorfer Straße 206 (ehemals Wien 13, Nr. 156) Standort         | | P84(Architekt):Ernst Epstein P131(Ort):Wien Region-ISO:AT-9                         |
| ja    | Datei hochladen | 1906      | Miethäuser Severin Tesar                                                                            | Wien 14, Hütteldorfer Straße 208–212 (ehemals Wien 13, Nr. 158–168) Standort | | P84(Architekt):Ernst Epstein P131(Ort):Wien Region-ISO:AT-9                         |
| ja    | Datei hochladen | 1906–1908 | Miethaus Severin Tesar                                                                              | Wien 19, Sieveringer Straße 107 Standort                                     | | P84(Architekt):Ernst Epstein P131(Ort):Wien Region-ISO:AT-9                         |
| ja    | Datei hochladen | 1908      | Fabrik Severin Tesar                                                                                | Wien 2, Alliiertenstraße 16 Standort                                         | | P84(Architekt):Ernst Epstein P131(Ort):Wien Region-ISO:AT-9                         |
| ja    | Datei hochladen | 1908–1909 | Wohn- und Bürohaus                                                                                  | Wien 7, Seidengasse 30 Standort                                              | Wohn- und Bürohaus M. Krüger’s Söhne | P84(Architekt):Ernst Epstein P131(Ort):Wien Region-ISO:AT-9                         |
| ja    | Datei hochladen | 1908      | Wohn- und Geschäftshaus                                                                             | Wien 7, Seidengasse 33–35 (Fabriksanbau im Hof) Standort                     | | P84(Architekt):Ernst Epstein P131(Ort):Wien Region-ISO:AT-9                         |
| ja    | Datei hochladen | 1909      | Wohn- und Geschäftshaus                                                                             | Wien 4, Wiedner Gürtel 26 Standort                                           | | P84(Architekt):Ernst Epstein P131(Ort):Wien Region-ISO:AT-9                         |
| BW    | Datei hochladen | 1909      | Wohnhaus                                                                                            | Wien 4, Schelleingasse 5 Standort                                            | | P84(Architekt):Ernst Epstein P131(Ort):Wien Region-ISO:AT-9                         |
| ja    | Datei hochladen | 1909      | Miethaus „Blaashof“                                                                                 | Wien 19, Hardtgasse 27–29 Standort                                           | Wohnhaus von Leopold Goldman, dessen Wohnung von Adolf Loos eingerichtet wurde. | P84(Architekt):Ernst Epstein P131(Ort):Wien Region-ISO:AT-9                         |
| ja    | Datei hochladen | 1909      | Miethaus                                                                                            | Wien 8, Albertgasse 24 Standort                                              | | P84(Architekt):Ernst Epstein P131(Ort):Wien Region-ISO:AT-9                         |
| ja    | Datei hochladen | 1909      | Miethaus                                                                                            | Wien 8, Albertgasse 26 Standort                                              | | P84(Architekt):Ernst Epstein P131(Ort):Wien Region-ISO:AT-9                         |
| ja    | Datei hochladen | 1909      | Wohn- und Geschäftshaus Franz Orator                                                                | Wien 7, Schottenfeldgasse 46 Standort                                        | | P84(Architekt):Ernst Epstein P131(Ort):Wien Region-ISO:AT-9                         |
| ja    | Datei hochladen | 1909–1910 | Papierwarenfabrik Alexander Königstein                                                              | Wien 7, Zieglergasse 63 Standort                                             | Papierwarenfabrik Alexander Königstein | P84(Architekt):Ernst Epstein P131(Ort):Wien Region-ISO:AT-9                         |
| ja    | Datei hochladen | 1909–1911 | Looshaus, Haus Goldman & Salatsch HERIS-ID: 33144 Objekt-ID: 30462                                  | Wien 1, Michaelerplatz 3 Standort                                            | Das Haus wurde von Adolf Loos geplant. Ernst Epstein war der Bauleiter. | P84(Architekt):Adolf Loos, Ernst Epstein P131(Ort):Innere Stadt Region-ISO:AT-9     |
| ja    | Datei hochladen | 1910      | Wohn- und Fabrikshaus                                                                               | Wien 7, Kandlgasse 23 (im Hof Fabriksanbau Schuhfabrik Steiner) Standort     | | P84(Architekt):Ernst Epstein P131(Ort):Wien Region-ISO:AT-9                         |
| ja    | Datei hochladen | 1910      | Miethaus                                                                                            | Wien 8, Lerchenfelder Straße 54–56 Standort                                  | | P84(Architekt):Ernst Epstein P131(Ort):Wien Region-ISO:AT-9                         |
| ja    | Datei hochladen | 1910      | Miethaus                                                                                            | Wien 9, Nordbergstraße 10 Standort                                           | Anmerkung: Teil des Ensembles um den Spittelauer Platz | P84(Architekt):Ernst Epstein P131(Ort):Wien Region-ISO:AT-9                         |
| ja    | Datei hochladen | 1910      | Miethaus                                                                                            | Wien 19, Hardtgasse 25 Standort                                              | | P84(Architekt):Ernst Epstein P131(Ort):Wien Region-ISO:AT-9                         |
| ja    | Datei hochladen | 1910–1911 | Miethäuser                                                                                          | Wien 5, Laurenzgasse 6 Standort                                              | | P84(Architekt):Eduard Frauenfeld, Ernst Epstein P131(Ort):Wien Region-ISO:AT-9      |
| ja    | Datei hochladen | 1910–1911 | Miethäuser                                                                                          | Wien 5, Laurenzgasse 12 Standort                                             | | P84(Architekt):Eduard Frauenfeld, Ernst Epstein P131(Ort):Wien Region-ISO:AT-9      |
| ja    | Datei hochladen | 1910–1911 | Wohn- und Geschäftshaus                                                                             | Wien 8, Alser Straße 23 / Lange Gasse 69 Standort                            | | P84(Architekt):Ernst Epstein P131(Ort):Wien Region-ISO:AT-9                         |
| ja    | Datei hochladen | 1910–1911 | Wohnhaus Paulanerhof                                                                                | Wien 4, Schleifmühlgasse 3 / Paulanergasse 12 Standort                       | | P84(Architekt):Ernst Epstein P131(Ort):Wien Region-ISO:AT-9                         |
| ja    | Datei hochladen | 1910–1911 | Wohnhaus                                                                                            | Wien 4, Schleifmühlgasse 5 / Paulanergasse 14 Standort                       | | P84(Architekt):Ernst Epstein P131(Ort):Wien Region-ISO:AT-9                         |
| ja    | Datei hochladen | 1911      | Miethaus                                                                                            | Wien 4, Argentinierstraße 26 Standort                                        | | P84(Architekt):Ernst Epstein P131(Ort):Wien Region-ISO:AT-9                         |
| ja    | Datei hochladen | 1911      | Miethausblock                                                                                       | Wien 5, Siebenbrunnenfeldgasse 12–18 / Storkgasse 11–15 Standort             | | P84(Architekt):Ernst Epstein P131(Ort):Wien Region-ISO:AT-9                         |
| ja    | Datei hochladen | 1911      | Miethaus                                                                                            | Wien 7, Neustiftgasse 104 Standort                                           | | P84(Architekt):Ernst Epstein P131(Ort):Wien Region-ISO:AT-9                         |
| ja    | Datei hochladen | 1911      | Wohn- und Geschäftshaus                                                                             | Wien 8, Josefstädter Straße 21 Standort                                      | Wohn- und Geschäftshaus von Ernst Epstein und Siegfried Hönich | P84(Architekt):Ernst Epstein P131(Ort):Wien Region-ISO:AT-9                         |
| ja    | Datei hochladen | 1911      | Miethaus                                                                                            | Wien 18, Messerschmidtgasse 48 / Gersthofer Straße 105 Standort              | | P84(Architekt):Ernst Epstein P131(Ort):Wien Region-ISO:AT-9                         |
| ja    | Datei hochladen | 1912      | Wohn- und Bürohaus                                                                                  | Wien 7, Seidengasse 14 Standort                                              | | P84(Architekt):Ernst Epstein P131(Ort):Wien Region-ISO:AT-9                         |
| ja    | Datei hochladen | 1912      | Wohn- und Bürohaus                                                                                  | Wien 7, Kirchberggasse 33–35 Standort                                        | | P84(Architekt):Leopold Fuchs, Ernst Epstein P131(Ort):Wien Region-ISO:AT-9          |
| ja    | Datei hochladen | 1912      | Miethaus                                                                                            | Wien 7, Neubaugasse 61 Standort                                              | | P84(Architekt):Ernst Epstein P131(Ort):Wien Region-ISO:AT-9                         |
| ja    | Datei hochladen | 1912      | Wohn- und Geschäftshaus                                                                             | Wien 6, Mariahilfer Straße 57–59 / Barnabitengasse 11–15 Standort            | | P84(Architekt):Ernst Epstein P131(Ort):Wien Region-ISO:AT-9                         |
| ja    | Datei hochladen | 1912      | Wohn- und Bürohaus                                                                                  | Wien 18, Thimiggasse 19 Standort                                             | | P84(Architekt):Ernst Epstein P131(Ort):Wien Region-ISO:AT-9                         |
| ja    | Datei hochladen | 1912      | Miethaus                                                                                            | Wien 19, Pyrkergasse 7 / Vormosergasse 1, 3 und 5 Standort                   | | P84(Architekt):Ernst Epstein P131(Ort):Wien Region-ISO:AT-9                         |
| ja    | Datei hochladen | 1912      | Wohn- und Geschäftshaus                                                                             | Wien 7, Hermanngasse 8 Standort                                              | | P84(Architekt):Ernst Epstein P131(Ort):Wien Region-ISO:AT-9                         |
| ja    | Datei hochladen | 1912      | Kapsch AG                                                                                           | Wien 12, Johann-Hoffmann-Platz 9 Standort                                    | | P84(Architekt):Ernst Epstein P131(Ort):Wien Region-ISO:AT-9                         |
| ja    | Datei hochladen | 1913      | Bürohaus und Industriegebäude „Josef Weidinger’s Söhne“                                             | Wien 6, Apollogasse 6 Standort                                               | | P84(Architekt):Ernst Epstein P131(Ort):Wien Region-ISO:AT-9                         |
| ja    | Datei hochladen | 1913      | Grabtempel Familie Kornfeld                                                                         | Wien 11, Zentralfriedhof Tor 1 51/18/58–60 Standort                          | | P84(Architekt): P131(Ort):                                                          |
| ja    | Datei hochladen | 1912–1913 | Wohn-, Geschäfts- und Bürohaus „Bothe & Ehrmann – J.W. Müller A.G.“ HERIS-ID: 10428 Objekt-ID: 6486 | Wien 5, Schloßgasse 14 Standort                                              | Das Geschäftsgebäude Bothe und Ehrmann wurde 1912/1913 von Ernst Epstein erbaut. Die Geschäftszone ist durch ist durch Ständergliederung und seitlich eingesetzte Säulen akzentuiert, die Wohnzone darüber ist allerdings durch die Eintiefung der Seitenachsen mit der Geschäftszone verklammert. Die Fassade weist neoklassizistischen Reliefdekor auf. Die Tore sind original erhalten, Einfahrten, Liftgitter und die Vestibülverkleidung wurden 1983 rekonstruiert. In den Medien hat dieses Gebäude den Spitznamen Epstein-Haus. | P84(Architekt):Ernst Epstein P131(Ort):Margareten Region-ISO:AT-9                   |
| ja BW | Datei hochladen | 1914      | Miethaus HERIS-ID: 11638 Objekt-ID: 7745                                                            | Wien 3, Reisnerstraße 40 Standort                                            | Anmerkung: bis 1988 Britische Botschaft | P84(Architekt):Ernst Epstein P131(Ort):Landstraße Region-ISO:AT-9                   |
| ja    | Datei hochladen | 1914      | Miethaus                                                                                            | Wien 3, Hohlweggasse 30 Standort                                             | | P84(Architekt):Ernst Epstein P131(Ort):Wien Region-ISO:AT-9                         |
| ja    | Datei hochladen | 1919      | Wohn- und Geschäftshaus                                                                             | Wien 16, Odoakergasse 25 Standort                                            | | P84(Architekt):Ernst Epstein P131(Ort):Wien Region-ISO:AT-9                         |
| ja    | Datei hochladen | 1921      | Villa                                                                                               | Wien 19, Peter-Jordan-Straße 48 Standort                                     | | P84(Architekt):Ernst Epstein P131(Ort):Wien Region-ISO:AT-9                         |
| ja    | Datei hochladen | 1921–1922 | Villa Elfer                                                                                         | Wien 19, Blaasstraße 31 Standort                                             | | P84(Architekt): P131(Ort):Wien Region-ISO:AT-9                                      |
| ja    | Datei hochladen | 1922      | Villa                                                                                               | Wien 19, Blaasstraße 33 / Hans-Richter-Straße Standort                       | Anmerkung: heute Libysche Botschaft | P84(Architekt): P131(Ort):Wien Region-ISO:AT-9                                      |
| ja    | Datei hochladen | 1922      | Miethaus                                                                                            | Wien 12, Längenfeldgasse 29 Standort                                         | Anmerkung: Wohnhaus zu Flurschützstraße 25–35 | P84(Architekt):Ernst Epstein P131(Ort):Wien Region-ISO:AT-9                         |
| ja    | Datei hochladen | 1922–1923 | Strickwarenfabrik P.M. Glaser                                                                       | Wien, 12, Flurschützstraße 25–35 Standort                                    | | P84(Architekt):Ernst Epstein P131(Ort):Meidling Region-ISO:AT-9                     |
| ja    | Datei hochladen | 1922–1923 | Villa Siegfried Kantor                                                                              | Wien 18, Geyergasse 8 Standort                                               | | P84(Architekt):Ernst Epstein P131(Ort):Wien Region-ISO:AT-9                         |
| ja    | Datei hochladen | 1923      | Villa                                                                                               | Wien 19, Scheibengasse 13 Standort                                           | | P84(Architekt):Ernst Epstein P131(Ort):Wien Region-ISO:AT-9                         |
| ja    | Datei hochladen | 1923–1924 | Villa                                                                                               | Wien 19, Weimarer Straße 108 Standort                                        | Anmerkung: heute Japanische Botschaftsresidenz | P84(Architekt):Ernst Epstein P131(Ort):Wien Region-ISO:AT-9                         |
| ja    | Datei hochladen | 1924      | Villa                                                                                               | Wien 19, Scheibengasse 11 Standort                                           | | P84(Architekt):Ernst Epstein P131(Ort):Wien Region-ISO:AT-9                         |
| ja    | Datei hochladen | 1924      | Miethaus                                                                                            | Wien 3, Neulinggasse 37 / Gottfried-Keller-Gasse 11 Standort                 | Anmerkung: Sitz der zypriotischen Botschaft | P84(Architekt):Ernst Epstein P131(Ort):Wien Region-ISO:AT-9                         |
| ja    | Datei hochladen | 1924–1925 | Textilfirma Bernhard Altmann                                                                        | Wien 5, Siebenbrunnengasse 21 Standort                                       | Anmerkung: Erweiterung durch Epstein, in mehreren Phasen erbaut, ursprünglich 1914 von Julius Deininger | P84(Architekt):Ernst Epstein, Julius Deininger P131(Ort):Margareten Region-ISO:AT-9 |
| ja    | Datei hochladen | 1927      | Villa                                                                                               | Wien 19, Peter-Jordan-Straße 35 Standort                                     | | P84(Architekt):Ernst Epstein P131(Ort):Wien Region-ISO:AT-9                         |
| ja    | Datei hochladen | 1928–1929 | Büro- und Geschäftshaus „Allgem. Versicherungs-Gesellsch. Phönix“                                   | Wien 9, Frankhplatz 3 / Otto-Wagner-Platz 5 Standort                         | Anmerkung: zwischenzeitlich Sitz der ÖMV, heute Gebäude der Finanzmarktaufsichtsbehörde | P84(Architekt):Ernst Epstein P131(Ort):Wien Region-ISO:AT-9                         |
| ja    | Datei hochladen | 1929      | Miethaus                                                                                            | Wien 3, Gottfried-Keller-Gasse 13 Standort                                   | | P84(Architekt):Ernst Epstein P131(Ort):Wien Region-ISO:AT-9                         |
| ja    | Datei hochladen | 1929      | Miethaus                                                                                            | Wien 3, Jacquingasse 55 Standort                                             | | P84(Architekt):Ernst Epstein P131(Ort):Wien Region-ISO:AT-9                         |
| ja    | Datei hochladen | 1929      | Wohn- und Geschäftshaus                                                                             | Wien 6, Aegidigasse 5 Standort                                               | | P84(Architekt):Ernst Epstein P131(Ort):Wien Region-ISO:AT-9                         |
| ja    | Datei hochladen | 1929      | Miethaus                                                                                            | Wien 13, Braunschweiggasse 26 Standort                                       | | P84(Architekt):Ernst Epstein P131(Ort):Wien Region-ISO:AT-9                         |
| ja BW | Datei hochladen | 1929      | Miethaus                                                                                            | Wien 13, Auhofstraße 14 Standort                                             | | P84(Architekt):Ernst Epstein P131(Ort):Wien Region-ISO:AT-9                         |
| ja    | Datei hochladen | 1929      | Miethaus                                                                                            | Wien 13, Lainzer Straße 80, 82, 84; Stadlergasse 1, 3, 5 Standort            | | P84(Architekt):Ernst Epstein P131(Ort):Wien Region-ISO:AT-9                         |
| ja    | Datei hochladen | 1929      | Villa                                                                                               | Wien 19, Cottagegasse 63 Standort                                            | | P84(Architekt):Ernst Epstein P131(Ort):Wien Region-ISO:AT-9                         |
| ja    | Datei hochladen | 1930      | Miethaus                                                                                            | Wien 13, Kupelwiesergasse 17, 19 Standort                                    | | P84(Architekt):Ernst Epstein P131(Ort):Wien Region-ISO:AT-9                         |
| ja    | Datei hochladen | 1930      | Miethaus                                                                                            | Wien 13, Fichtnergasse 14 Standort                                           | Anmerkung: Sterbehaus von Epstein | P84(Architekt):Ernst Epstein P131(Ort):Wien Region-ISO:AT-9                         |
| BW    | Datei hochladen | 1930      | Wohnhäuser                                                                                          | Wien 3, Rechte Bahngasse 24–28 Standort                                      | | P84(Architekt):Ernst Epstein P131(Ort):Wien Region-ISO:AT-9                         |
| ja    | Datei hochladen | 1930      | Wohnhäuser                                                                                          | Wien 19, Bauernfeldgasse 2 Standort                                          | | P84(Architekt):Ernst Epstein P131(Ort):Wien Region-ISO:AT-9                         |
| ja    | Datei hochladen | 1931      | Wohn- und Geschäftshaus                                                                             | Wien 23, Speisinger Straße 119 Standort                                      | | P84(Architekt):Ernst Epstein P131(Ort):Wien Region-ISO:AT-9                         |
| ja    | Datei hochladen | 1933      | Miethaus                                                                                            | Wien 3, Traungasse 7 Standort                                                | | P84(Architekt):Ernst Epstein P131(Ort):Wien Region-ISO:AT-9                         |
| ja    | Datei hochladen | 1935      | Miethaus                                                                                            | Wien 12, Meidlinger Hauptstraße 16–18 Standort                               | | P84(Architekt):Ernst Epstein P131(Ort):Wien Region-ISO:AT-9                         |